# Tajvan az 1984. évi téli olimpiai játékokon
Tajvan a jugoszláviai Szarajevóban megrendezett 1984. évi téli olimpiai játékok egyik részt vevő nemzete volt. Az országot az olimpián 5 sportágban 12 sportoló képviselte, akik érmet nem szereztek. Tajvan ezen a néven először vett részt a téli olimpiai játékokon. Korábban Kínai Köztársaság néven szerepelt 1972-ben és 1976-ban.

## Alpesisí
Férfi
| Versenyző      | Versenyszám      | 1. futam      | 1. futam      | 2. futam | 2. futam | Összesítés | Összesítés |
| Versenyző      | Versenyszám      | Idő           | Hely.         | Idő      | Hely.    | Idő        | Helyezés   |
| -------------- | ---------------- | ------------- | ------------- | -------- | -------- | ---------- | ---------- |
| Ong Ching-Ming | Műlesiklás       | 1:10,33       | 52.           | 1:12,30  | 38.      | 2:22,63    | 36.        |
| Ong Ching-Ming | Óriás-műlesiklás | 1:53,03       | 74.           | 1:58,94  | 67.      | 3:51,97    | 68.        |
| Lin Chi-Liang  | Műlesiklás       | nem ért célba | nem ért célba | kiesett  | kiesett  | kiesett    | kiesett    |
| Lin Chi-Liang  | Óriás-műlesiklás | 1:52,78       | 72.           | 2:03,86  | 72.      | 3:56,64    | 71.        |

## Biatlon
| Versenyző     | Versenyszám  | Lövőhiba | Időeredmény | Helyezés |
| ------------- | ------------ | -------- | ----------- | -------- |
| Ueng Ming-Yih | 10 km sprint | 4        | 45:38,1     | 63.      |
| Ueng Ming-Yih | 20 km egyéni | 8        | 1:45:07,0   | 59.      |

## Bob
| Versenyző                                                | Versenyszám | 1. futam | 1. futam | 2. futam | 2. futam | 3. futam | 3. futam | 4. futam | 4. futam | Összesítés | Összesítés |
| Versenyző                                                | Versenyszám | Idő      | Hely.    | Idő      | Hely.    | Idő      | Hely.    | Idő      | Hely.    | Idő        | Helyezés   |
| -------------------------------------------------------- | ----------- | -------- | -------- | -------- | -------- | -------- | -------- | -------- | -------- | ---------- | ---------- |
| Wu Dien-Cheng Chen Chin-San                              | Kettes      | 53,92    | 25.      | 53,64    | 23.      | 53,08    | 22.      | 53,71    | 26.      | 3:34,35    | 25.        |
| Wu Chung-Chou Hwang Chi-Fang                             | Kettes      | 54,53    | 27.      | 54,12    | 26.      | 53,35    | 25.      | 53,44    | 25.      | 3:35,44    | 26.        |
| Wu Dien-Cheng Sun Kuang-Ming Wu Chung-Chou Chen Chin-San | Négyes      | 51,45    | 19.      | 52,15    | 24.      | 52,03    | 22.      | 51,95    | 22.      | 3:27,58    | 22.        |

## Sífutás
Férfi
| Versenyző       | Versenyszám | Eredmény  | Helyezés |
| --------------- | ----------- | --------- | -------- |
| Wang Chi-Hing   | 15 km       | 1:03:17,0 | 83.      |
| Chang Kun-Shung | 15 km       | 1:02:57,7 | 81.      |
| Ueng Ming-Yih   | 15 km       | 1:00:10,6 | 80.      |

## Szánkó
| Versenyző       | Versenyszám | 1. futam | 1. futam | 2. futam | 2. futam | 3. futam | 3. futam | 4. futam | 4. futam | Összesítés | Összesítés |
| Versenyző       | Versenyszám | Idő      | Hely.    | Idő      | Hely.    | Idő      | Hely.    | Idő      | Hely.    | Idő        | Helyezés   |
| --------------- | ----------- | -------- | -------- | -------- | -------- | -------- | -------- | -------- | -------- | ---------- | ---------- |
| Sun Kuang-Ming  | Férfi egyes | 50,090   | 29.      | 48,080   | 25.      | 49,174   | 28.      | 47,946   | 23.      | 3:15,290   | 25.        |
| Chuang Lai-Chun | Női egyes   | 44,093   | 22.      | kizárták | kizárták | kiesett  | kiesett  | kiesett  | kiesett  | kiesett    | kiesett    |
| Teng Pi-Hui     | Női egyes   | 43,579   | 18.      | 43,280   | 17.      | 44,107   | 20.      | 46,512   | 23.      | 2:57,478   | 21.        |